# Wetten.overheid.nl
De website wetten.overheid.nl, ook bekend als wetten.nl en eveneens via dat webadres bereikbaar is een onderdeel van overheid.nl, de website van de Nederlandse overheid. Onder de noemer Wet- en regelgeving bevat de site alle Nederlandse wetten en andere algemeen verbindende voorschriften, behalve begrotings- en wijzigingswetten en sommige goedkeuringswetten,  in geconsolideerde vorm.
De geconsolideerde vorm houdt in dat eventuele wijzigingen in de loop van de jaren verwerkt zijn in de weergegeven tekst van de wetten en regels. Dit is een verschil met de officiële bekendmakingen waar men bij gewijzigde wetten zelf uit afzonderlijke documenten de actuele tekst moet construeren.
Naast de huidige teksten zijn ook die van oudere data vanaf 1 mei 2002 te raadplegen. Zowel voor een gehele wet als voor elk individueel artikel (ook vervallen artikelen) is een overzicht beschikbaar met voor elke wijziging die ooit is doorgevoerd het nummer van het Staatsblad en de datum van inwerkingtreding. Voor de wijzigingen vanaf 1945 staat er ook het Kamerstukdossiernummer bij. Dit linkt naar de Kamerstukken, maar alleen die vanaf 1 januari 1995.
Als aanvulling op de wetten zelf bevat de website ook wetstechnische informatie, zowel voor de hele wet als per artikel, waaronder een overzicht van de wijzigingen, inclusief de al vastgestelde wijzigingen met een ingangsdatum in de toekomst, met links naar de bron van de wijziging, en het eventuele Kamerdossier.
De achterliggende database heet BasisWettenBestand (BWB). Regelingen hebben een nummer (BWB-ID) dat begint met BWBR (verdragen hebben een nummer dat begint met BWBV).

## Wettelijke regeling van de bekendmaking
De Wet elektronische bekendmaking uit 2008 tot wijziging van de Bekendmakingswet, die verder is uitgewerkt in het Bekendmakingsbesluit, bepaalt:
- De teksten van wetten, algemene maatregelen van bestuur en vanwege het Rijk anders dan bij wet of algemene maatregel van bestuur vastgestelde algemeen verbindende voorschriften zijn in geconsolideerde vorm voor een ieder beschikbaar door middel van een bij algemene maatregel van bestuur aangewezen algemeen toegankelijk elektronisch medium.
- Bij algemene maatregel van bestuur kunnen categorieën van algemeen verbindende voorschriften worden aangewezen, waarop het eerste lid niet van toepassing is.
- Een geconsolideerde tekst van een regeling die op grond van het eerste lid beschikbaar is gesteld, blijft beschikbaar indien de regeling na de beschikbaarstelling is gewijzigd of ingetrokken.
- De Bekendmakingswet is mede van toepassing in de openbare lichamen Bonaire, Sint Eustatius en Saba.

Artikel 13 van het Bekendmakingsbesluit luidt:
1. De teksten van wetten, algemene maatregelen van bestuur en vanwege het Rijk anders dan bij wet of algemene maatregel van bestuur vastgestelde algemeen verbindend voorschriften zijn in geconsolideerde vorm voor een ieder beschikbaar door plaatsing op internet.
2. Het eerste lid is niet van toepassing op:
a. regelingen die zijn vervallen of uitgewerkt vóór het tijdstip van
inwerkingtreding van dit besluit;

b. regelingen voor zover deze strekken tot wijziging van een of meer
regelingen;

c. wetten inzake de begroting, bedoeld in artikel 105, eerste lid, van de
Grondwet;

d. wetten die uitsluitend strekken tot goedkeuring van verdragen;

e. bijlagen als bedoeld in artikel 5, eerste lid, van de Bekendmakingswet.
Hoewel de beschikbaarheid dus wettelijk geregeld is bevat de website geen officiële bekendmakingen; om verwarring te voorkomen wordt hierbij ook niet de term publicatie gebruikt, omdat in een juridische context publiceren wat anders is dan beschikbaar stellen. In geval van afwijkingen geven de publicaties in het Tractatenblad, het Staatsblad en de Staatscourant (alle op officielebekendmakingen.nl) de doorslag.

## Wijzigingswet
Een wet die alleen andere wetten wijzigt wordt niet opgenomen, behalve tijdelijk gedurende twee jaar als hij een eigen citeertitel heeft. Een wet die gedeeltelijk andere wetten wijzigt (en daarnaast bijvoorbeeld overgangsbepalingen) is wel opgenomen, maar zonder de inhoud van de wijzigingen. Voor de nieuwe versie van de gewijzigde wetten kan men die wetten raadplegen. Bij het betreffende artikel van de wijzigingswet staat dan bijvoorbeeld: '[Red: Wijzigt het Burgerlijk Wetboek Boek 1.]'. Vanuit de gewijzigde wet kan men de wijzigingswet terugvinden via de gerelateerde documenten en het overzicht met wijzigingen.

## Voormalige wetsteksten en wetstechnische informatie
Naast de geconsolideerde wetsteksten op het moment van raadplegen, bevat de website ook de eerdere teksten sinds 1 mei 2002 van wetten die sindsdien gewijzigd of ingetrokken zijn. Bij verdragen, ministeriële regelingen e.d. gaat minder verder terug. Er kan ook een pagina worden gegenereerd die twee geselecteerde versies vergelijkt (een voormalige versie met de huidige of twee voormalige met elkaar). Oorspronkelijk gaf dit in roze en doorgestreept tekstgedeelten van de eerste van de twee versies die in de tweede zijn vervallen, en in groen nieuwe tekst, al of niet in de plaats gekomen van vervallen tekst. Inmiddels is echter de functionaliteit beperkt: er verschijnen slechts in roze en doorgestreept tekstgedeelten van de eerste van de twee versies die in de tweede niet aanwezig zijn; ongemarkeerde tekst kan onveranderde tekst zijn, maar ook tekst die in de eerste versie niet aanwezig is, al of niet in de plaats van gemarkeerde tekst. Wel is het mogelijk bij toepassing van de functie "Vergelijk met een eerdere versie" in plaats van een eerdere versie, een latere te selecteren. Wat bij de oorspronkelijke functionaliteit in groen was gemarkeerd (nieuwe tekst, al of niet in de plaats gekomen van vervallen tekst), wordt nu doorgestreept en in roze aangegeven. De resultaten van normaal en omgekeerd toepassen van de functie "Vergelijk met een eerdere versie" geven samen een volledige vergelijking van twee versies.
Daarnaast zijn er de wijzigingenoverzichten op de losse pagina's met wetstechnische informatie bij elke wet. Vanaf dit chronologische overzicht kan men doorklikken naar de officiële teksten van wijzigingen op officielebekendmakingen.nl (maar dan in niet-geconsolideerde versie). Dit overzicht gaat verder terug in de tijd dan de geconsolideerde teksten: officiële bekendmakingen staan er met link vanaf 1995, terwijl ook Kamerstukken van vóór dat jaar beschikbaar zijn.
De wetstechnische-informatiepagina's bevatten verder informatie zoals citeertitel, afkorting en nummer, rubriceringen, het verantwoordelijke ministerie, wettelijke grondslagen (andere wetten of regels waarop de wet of regeling is gebaseerd) en andere gerelateerde documenten (waaronder andere regelingen die juist op de wet in kwestie gebaseerd zijn, waaronder besluiten tot inwerkingtreding).
De website bevatte tot 2016 ook de toekomstige wetsteksten op basis van de aangenomen wijzigingen met een bekende toekomstige ingangsdatum. Uiteraard was dit niet noodzakelijk de daadwerkelijke toekomstige wetstekst, want er konden nog andere wijzigingen met dezelfde of eerdere ingangsdatum worden aangenomen.
Bij "wijzigingen van een artikel zoals dat luidde op een eerdere datum" (vaak een vervallen artikel dat nog van belang is voor een overgangsregeling) ontbreekt een geconsolideerde versie, maar worden wel de vindplaatsen van de wijzigingen vermeld, als voetnoot bij de regel over de oude versie van het artikel.
Bij het overzicht van wijzigingen voor de Grondwet moet bij aangenomen wetten onderscheid gemaakt worden tussen die over de eerste lezing en die over de tweede lezing.

## Specifieke vormen van wetswijziging of -herziening

### Wet die zichzelf wijzigt
Soms bevat een wet een toekomstige wijziging van dezelfde wet. Deze wetswijziging wordt hetzelfde behandeld als wanneer een andere wet deze wijziging bevat: de wijziging wordt in de wetstechnische informatie vermeld, en dienovereenkomstig verwerkt in de wetstekst.
In 2015 was dit het geval bij de toenmalige Wet werk en bijstand in verband met de toenmalige tijdelijke voorschotregeling AOW en de afbouw van de dubbele heffingskorting in het referentieminimumloon, waaronder:
- "Dit lid, het tweede lid alsmede de aanduiding «1.» voor het eerste lid vervallen met ingang van 1 juli 2017." (art. 15 WWB)
- "Dit lid en het vierde lid vervallen, onder vernummering van het zesde en zevende lid tot vierde en vijfde lid, met ingang van 1 juli 2017." (art. 31 WWB)
- "met ingang van 1 januari 2018 wordt het in het tweede lid genoemde percentage twee keer per kalenderjaar, op 1 januari en 1 juli, verlaagd met 2,5 procentpunt. .. Van het herziene percentage doet onze Minister mededeling in de Staatscourant. Dit lid vervalt op het moment dat het percentage van 100 is bereikt." (art. 37 WWB)

De wetsteksten bevatten dus tijdelijke regelingen, maar ook bepalingen voor het vervallen ervan, en van het vervallen van zichzelf.
Bij de Wet inkomstenbelasting 2001 worden toekomstige wijzigingen van dezelfde wet alleen voorgeschreven in de hoofdstukken 10 (Aanvullende regelingen) en 10b (Horizonbepaling). Het volgende artikel wijzigt de wet:
- "Artikel 8.12 vervalt met ingang van 1 januari 2020" (art. 10b.1 IB, Horizonbepaling)

Hier wordt dus wel geregeld dat artikel 8.12 uiteindelijk vervalt, maar niet dat het betreffende lid van artikel 10b.1 zelf vervalt. Er blijft een overbodige tekst achter, zodat er nog een wetswijziging nodig is om die op te ruimen.

### Wetswijziging bij algemene maatregel van bestuur of ministeriële regeling
Soms bevat een wet een grondslag voor een wetswijziging bij algemene maatregel van bestuur of ministeriële regeling. Een algemene maatregel van bestuur is in de wetstechnische informatie te herkennen aan het feit dat de ontstaansbron wel gewoon een Staatsblad is, maar dat er geen Kamerdossier is vermeld. Een ministeriële regeling is te herkennen aan het feit dat de ontstaansbron een bekendmaking van de Staatscourant is.
Zelfs als de nieuwe tekst direct uit de wet kan worden afgeleid, dus niet afhangt van onzekere factoren zoals bij indexering, wordt niet de wet maar de ministeriële regeling beschouwd als ontstaansbron van de wijziging. De wijziging wordt dan pas vermeld in de wetstechnische informatie na verschijnen van de ministeriële regeling, en dienovereenkomstig ook dan pas verwerkt in een toekomstige versie van de wetstekst.
Bij de Wet inkomstenbelasting 2001 worden toekomstige wijzigingen van dezelfde wet zoals gezegd alleen voorgeschreven in de hoofdstukken 10 (Aanvullende regelingen) en 10b (Horizonbepaling). Wetswijzigingen bij ministeriële regeling waarbij de nieuwe wetstekst van tevoren vaststaat worden onder meer voorgeschreven in de volgende bepalingen:
- Met ingang van 1 januari 2015: "Bij het begin van het kalenderjaar wordt het in artikel 2.10, tweede lid .. vermelde percentage bij ministeriële regeling vervangen ..", en verder, samengevat: elk jaar daalt het aftrektarief eigen woning 0,5 %-punt, maar het wordt niet lager dan het tarief van de derde schijf (art. 10.2a IB, Jaarlijkse aanpassing correctie tarief aftrekbare kosten eigen woning)
- "Bij het begin van de kalenderjaren 2010 tot en met 2016 worden de in het tweede lid bedoelde percentages bij ministeriële regeling vervangen door andere percentages. Deze percentages worden berekend zoals bepaald is in het tweede lid. .. wordt het in artikel 3.112, eerste lid, als laatste vermelde percentage in de derde kolom verhoogd met 0,2571%-punt" (art. 10.3a IB, Bijstelling eigenwoningforfait)
- "Bij het begin van het kalenderjaar wordt het in artikel 8.9, eerste lid, vermelde percentage bij ministeriële regeling vervangen door een ander percentage, berekend door het te vervangen percentage te verlagen met 6 2/3%-punt." (art. 10.6a IB, Jaarlijkse verlaging percentage in regeling gecombineerde heffingskorting bij minstverdienende partner)

Hier wordt dus niet geregeld dat de hier geciteerde artikelen zelf vervallen. Er blijven overbodige teksten achter, zodat er nog een wetswijziging nodig is om die op te ruimen. In het derde voorbeeld kan het percentage zelfs negatief worden als de tekst niet vervalt.
Bij deze voorbeelden worden de toekomstige wijzigingen dus niet opgenomen.

### Herziening
Als er ten aanzien van bedragen of percentages geen sprake is van wijzigen of vervangen, maar slechts van herzien (zie wetswijzigingen), dan worden deze aanpassingen in de geconsolideerde tekst als redactionele opmerking verwerkt. Een voorbeeld staat in Participatiewet art. 19, 3e lid: "4,8 procent [Red: per 1 januari 2009: 5 procent]". De wetstechnische informatie maakt in de lijst van wijzigingen geen onderscheid tussen een ontstaansbron (bijv. een ministeriële regeling) die de wet wijzigt, en een die de wet herziet.
Artikel 23 van het Wetboek van Strafrecht bepaalt dat bedragen bij algemene maatregel van bestuur worden aangepast. Dit gebeurt dus in een Koninklijk Besluit (geen mededeling), waarin staat dat de bedragen worden vervangen. Ook dit wordt in de geconsolideerde tekst als redactionele opmerking verwerkt: "€ 335 [Red: Per 1 januari 2014: € 405.]".

## Afhankelijkheid van andere wet
De wetstechnische informatie vermeldt het niet wanneer de betekenis van wetsartikelen verandert doordat een andere wet waarnaar verwezen wordt (een wettelijke grondslag, bijvoorbeeld in zinnen als "het minimumloon per maand, bedoeld in artikel 8, eerste lid, onderdeel a, van de Wet minimumloon en minimumvakantiebijslag" en "de pensioengerechtigde leeftijd, bedoeld in artikel 7a, eerste lid, van de Algemene Ouderdomswet") zelf verandert. Om te zien of er wijzigingen zijn in die wetten, moet men dus (via het overzicht met gerelateerde documenten) doorklikken naar de pagina's over die wetten.